# Zázvorek
Zázvorek (Roscoea), česky též roscea, je rod rostlin z čeledi zázvorníkovité. Jsou to malé na zimu zatahující byliny s pohlednými květy připomínajícími květy orchidejí. Jsou rozšířeny ve vyšších polohách Himálaje, jihozápadní Číny a přilehlých oblastí.

## Popis
Zázvorky jsou malé byliny s jednoletými nadzemními nepravými lodyhami, tvořenými bázemi listů, a zkráceným, vertikálním oddenkem. Kořeny jsou svazčité, hlízovité, vřetenovitého tvaru. Listy jsou podlouhlé nebo kopinaté, bez řapíku, na bázi s trubicovitou pochvou.
Květy jsou uspořádané ve vrcholových, krátce stopkatých klasech, před rozvinutím krytých listovými pochvami.
Kalich je trubicovitý, na jedné straně rozštěpený, na vrcholu se 2 nebo 3 zuby. Korunní trubka je úzká, vyčnívá z kalicha a v ústí se rozšiřuje. Horní lalok bývá vzpřímený a často kápovitý, postranní laloky jsou rozestálé, užší a většinou volné. Pysk, tvořený přeměnou části sterilních tyčinek (staminodií), je velký, celistvý nebo dvoulaločný. Postranní staminodia jsou vzpřímená, petaloidní. Tyčinka je jedna, s krátkou nitkou a čárkovitým prašníkem. Spojidlo na bázi vybíhá v ostruhu.
Semeník obsahuje 3 komůrky s mnoha vajíčky a nitkovitou čnělkou zakončenou nálevkovitou bliznou. Plodem je podlouhlá, válcovitá nebo palicovitá tobolka pukající třemi chlopněmi. Semena jsou drobná, s míškem.

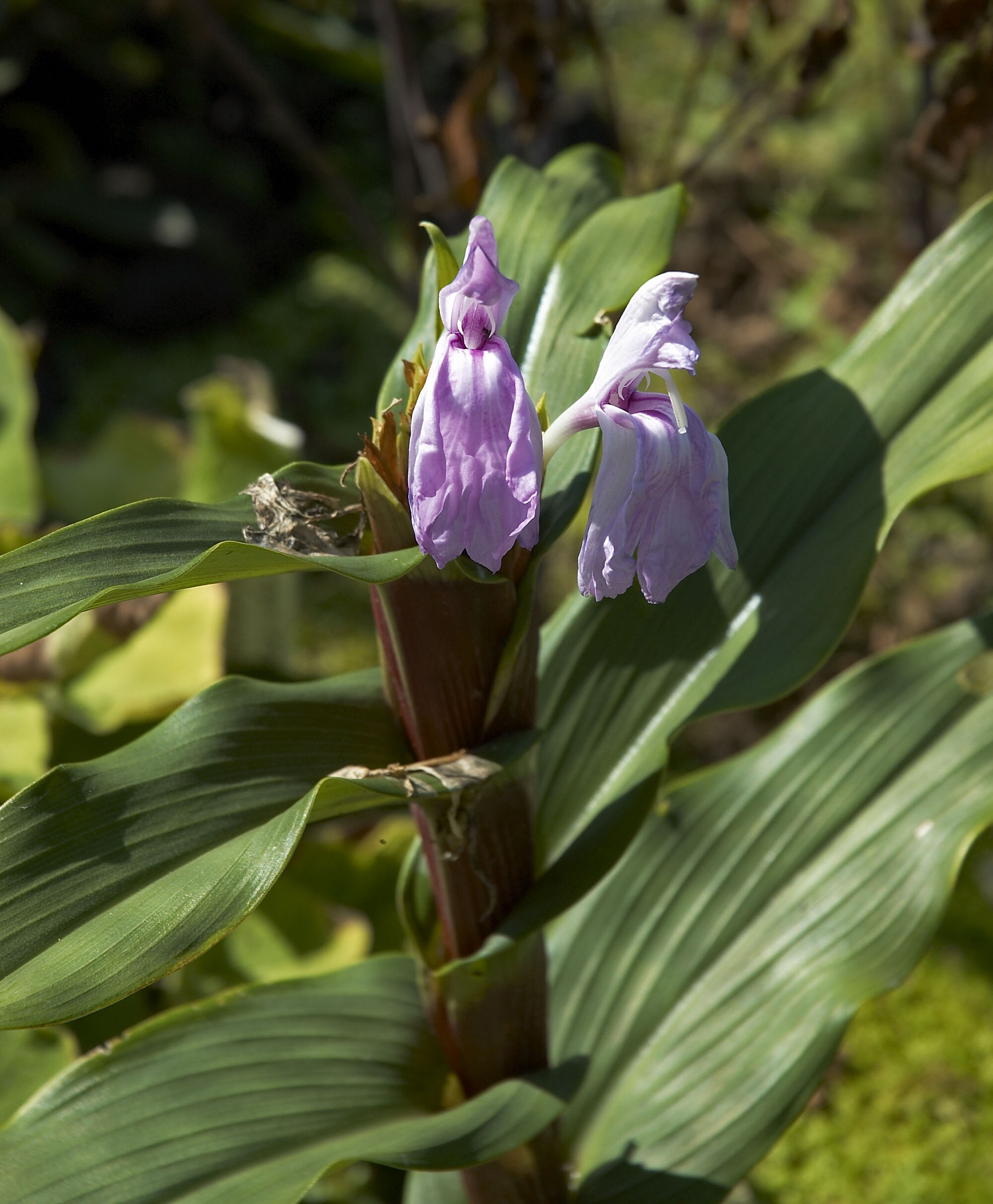
Zázvorek purpurový (R. purpurea)
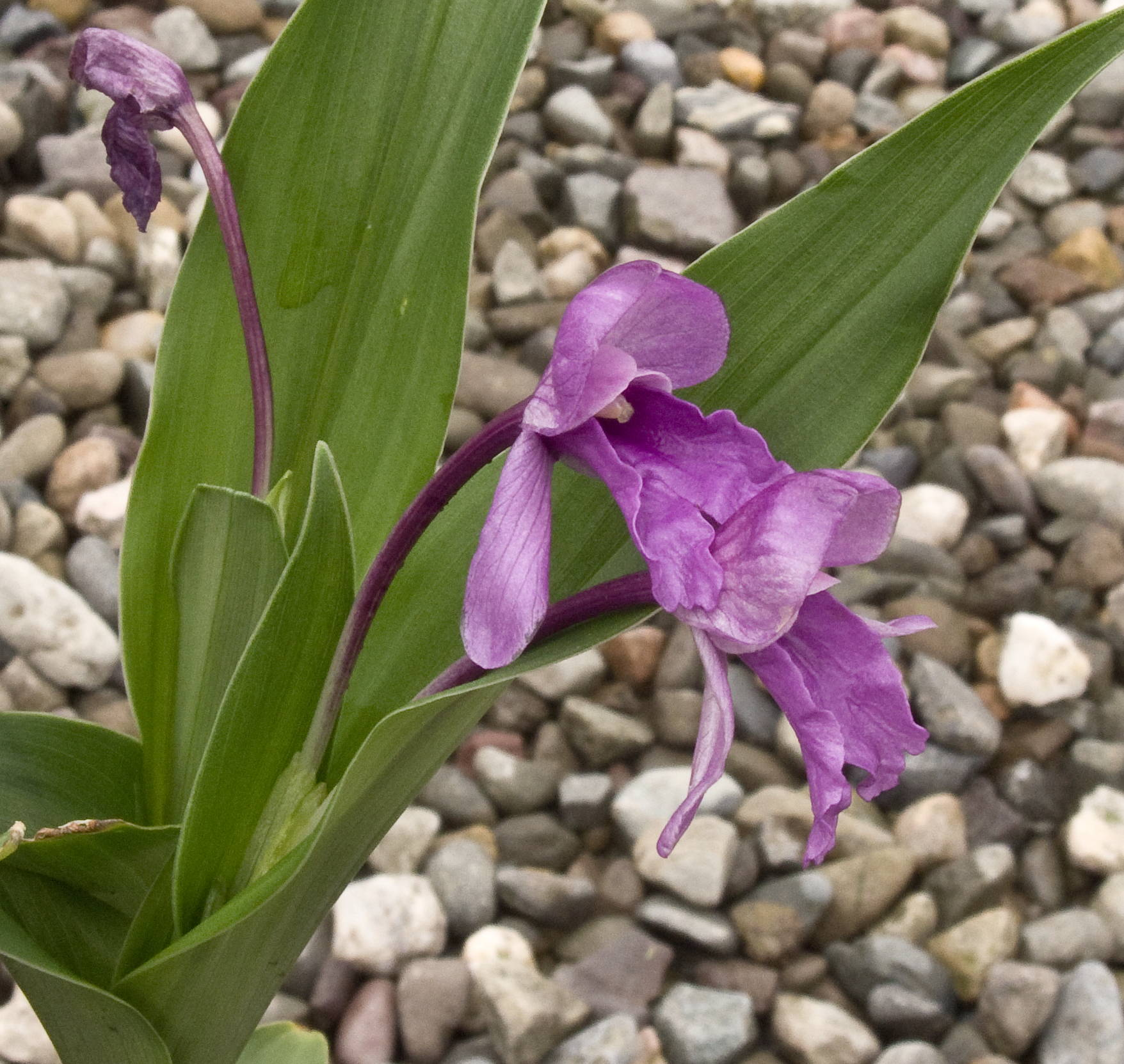
Roscoea alpina
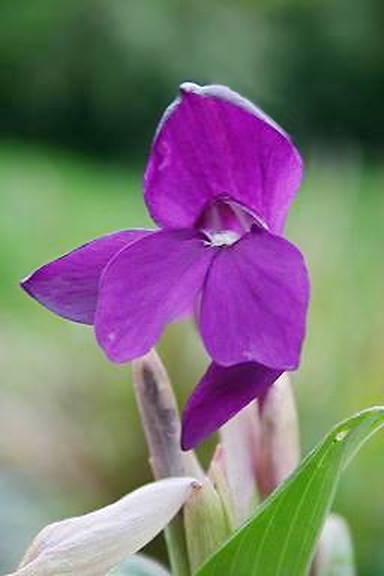
Květ zázvorku nízkého (R. humeana)

## Rozšíření
Rod zahrnuje 24 druhů. Je rozšířen v oblasti Himálaje od Kašmíru přes severní Indii a Nepál po Bhútán a v jihozápadní Číně (Jün-nan, okrajově S’-čchuan), s izolovanými arelami v Myanmaru, Thajsku a Bangladéši. Centrum druhové diverzity je ve středním Nepálu, druhé v čínském Jün-nanu.
Zázvorky rostou v nadmořských výškách od 1200 až 4880 metrů. V rámci primárně tropické čeledi zázvorníkovitých představuje tento rod výjimku, neboť je jediným skutečně alpínským rodem a vyskytuje se na sušších, chladnějších a klimaticky extrémnějších stanovištích než ostatní zástupci čeledi.

## Ekologické interakce
Květy zázvorků jsou nevonné, mají dlouhou, úzkou korunní trubku a jsou primárně přizpůsobeny opylování hmyzem s dlouhým sosákem. Příkladem může být zázvorek purpurový, který je opylován mouchou druhu Philoliche longirostris z čeledi ovádovití. Dokonce bylo zjištěno, že délka korunní trubky a délka sosáku mouchy jsou sice celkově variabilní, v různých částech areálu však spolu navzájem korelují.
Zázvorek žlutý a zázvorek nízký jsou opylovány nespecializovanými včelami, potenciálně jako náhradou za dnes již vyhynulé opylovače s dlouhým sosákem.
Druh Roscoea schneideriana roste ve velkých nadmořských výškách, kde je nedostatek opylovačů. V rané fázi kvetení se proto čnělka sklání ke zralému prašníku a tím je zajištěno samoopylení.
U druhu Roscoea alpina bylo zjištěno, že mimo schopnosti samoopylení je přenos pylu mezi rostlinami zprostředkován výhradně brouky rodu Mylabris z čeledi majkovití, což je první zjištěná specializace na opylování brouky v rámci celé čeledi. Květy navštěvují i lišajové druhu Macroglossum nycteris, kteří však při sání nektaru z květní trubky nepřicházejí do styku s reprodukčními orgány rostliny a k přenosu pylu tedy nepřispívají.

## Taxonomie
Rod Roscoea je v rámci čeledi Zingiberaceae řazen do podčeledi Zingiberoideae a tribu Zingibereae.
Fylogenetické studie ukázaly, že rod se člení na dvě vývojové větve, z nichž jedna je rozšířena v Himálaji a druhá v jihozápadní Číně. Dělicí linií mezi areály obou skupin je údolí Brahmaputry. Nejblíže příbuzným rodem je rod Cautleya, rozšířený ve dvou druzích v obdobných oblastech Asie, avšak v nižších nadmořských výškách. Jeho zástupci se odlišují mj. řapíkatými listy a válcovitými kořeny.

## Zástupci
- zázvorek ladoňkolistý (Roscoea scillifolia)
- zázvorek nízký (Roscoea humeana)
- zázvorek purpurový (Roscoea purpurea)
- zázvorek tibetský (Roscoea tibetica)
- zázvorek žlutý (Roscoea cautleyoides)[1]

## Význam

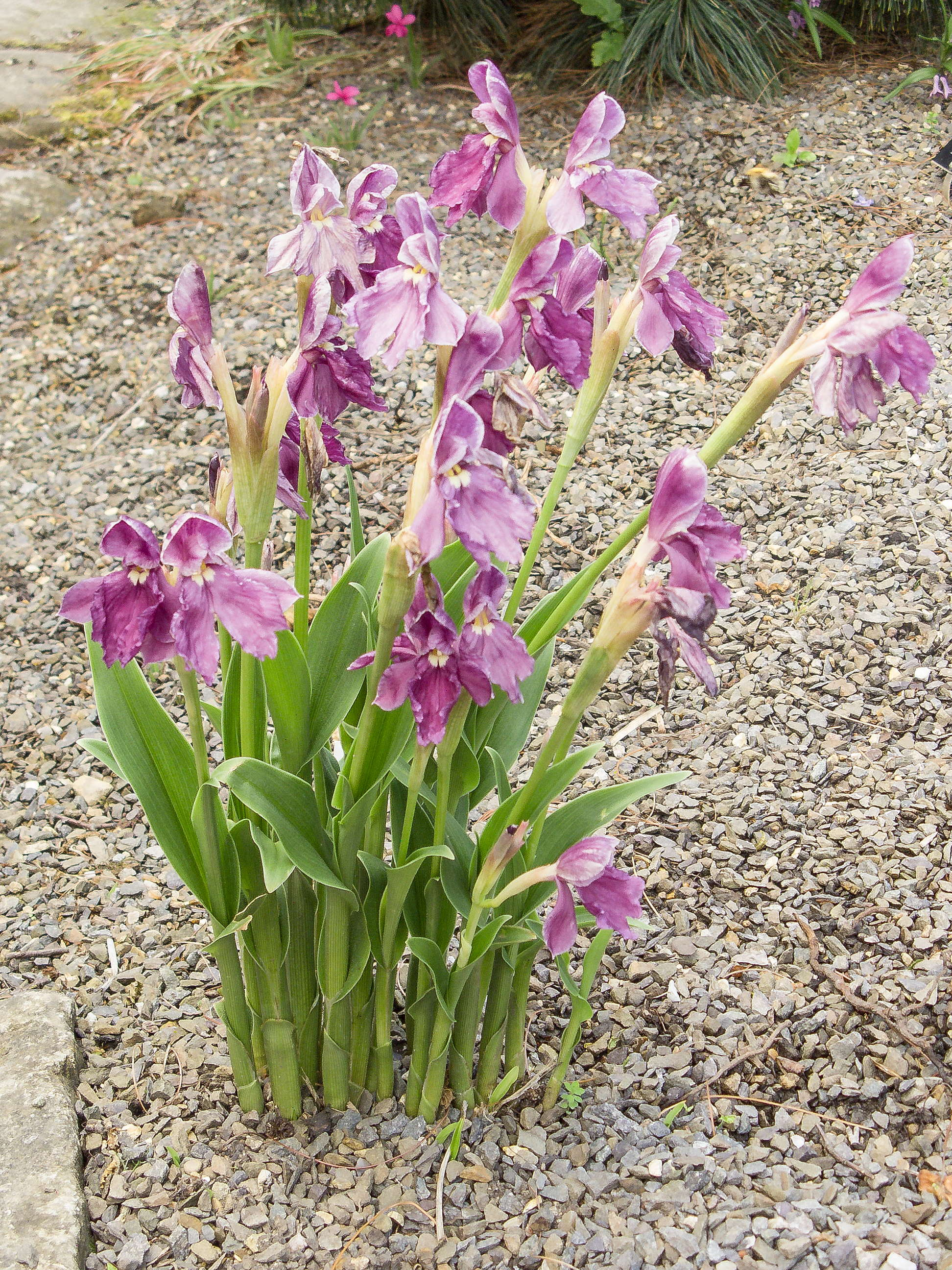
Purpurová forma zázvorku žlutého

Zázvorky jsou pěstovány jako ceněné skalničky exotického vzhledu. Sázejí se do chladné, dosti hluboké půdy na poněkud zastíněné stanoviště. Raší pozdě, až v květnu nebo červnu. Mezi běžněji pěstované druhy náleží zejména zázvorek žlutý, zázvorek purpurový, zázvorek ladoňkolistý a druh Roscoea alpina. Byly vypěstovány i různé zahradní kultivary, lišící se zejména barvou květů. S některými druhy se lze setkat i v českých botanických zahradách.

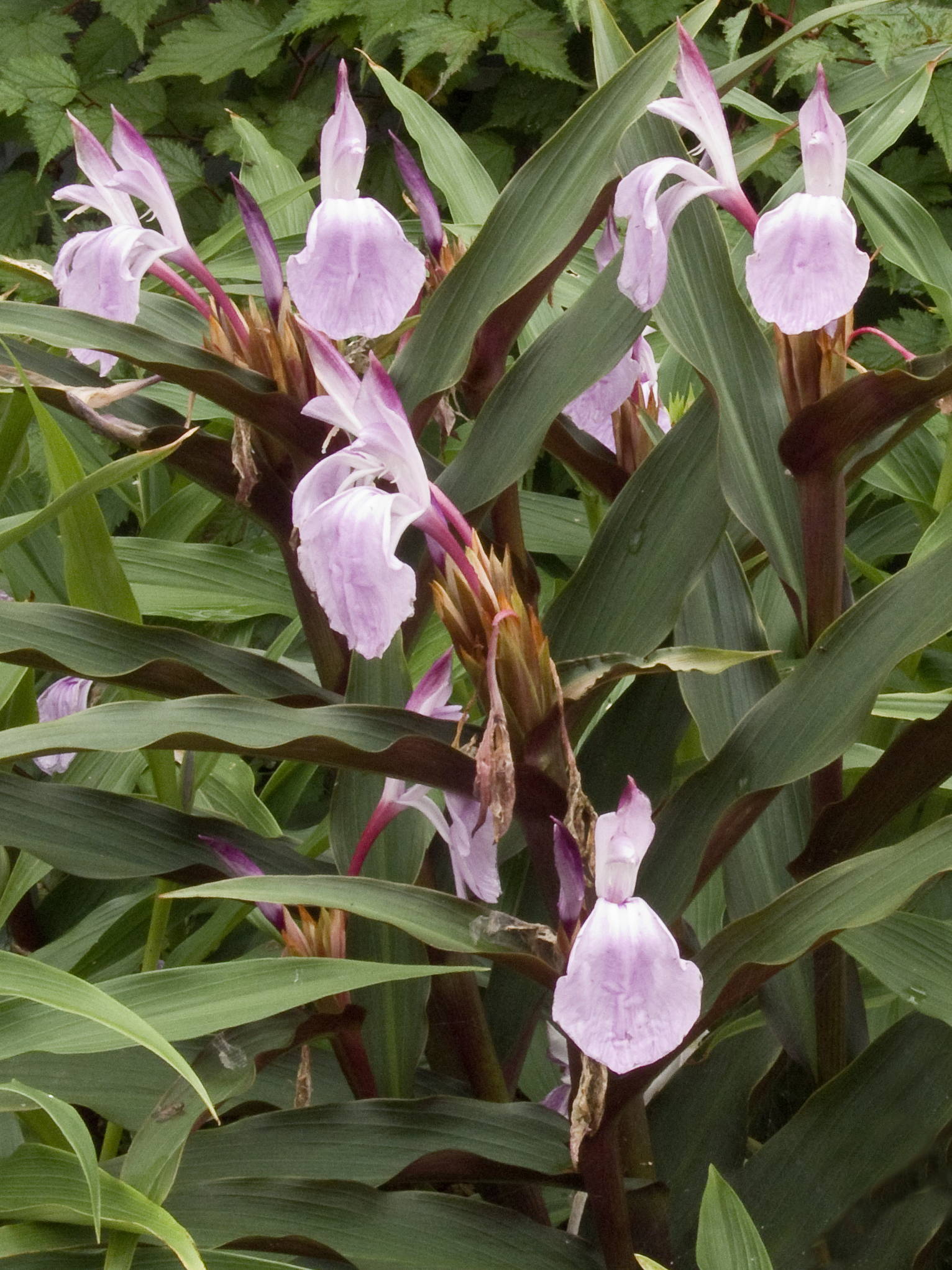
Zázvorek purpurový, kultivar 'Brown Peacock'
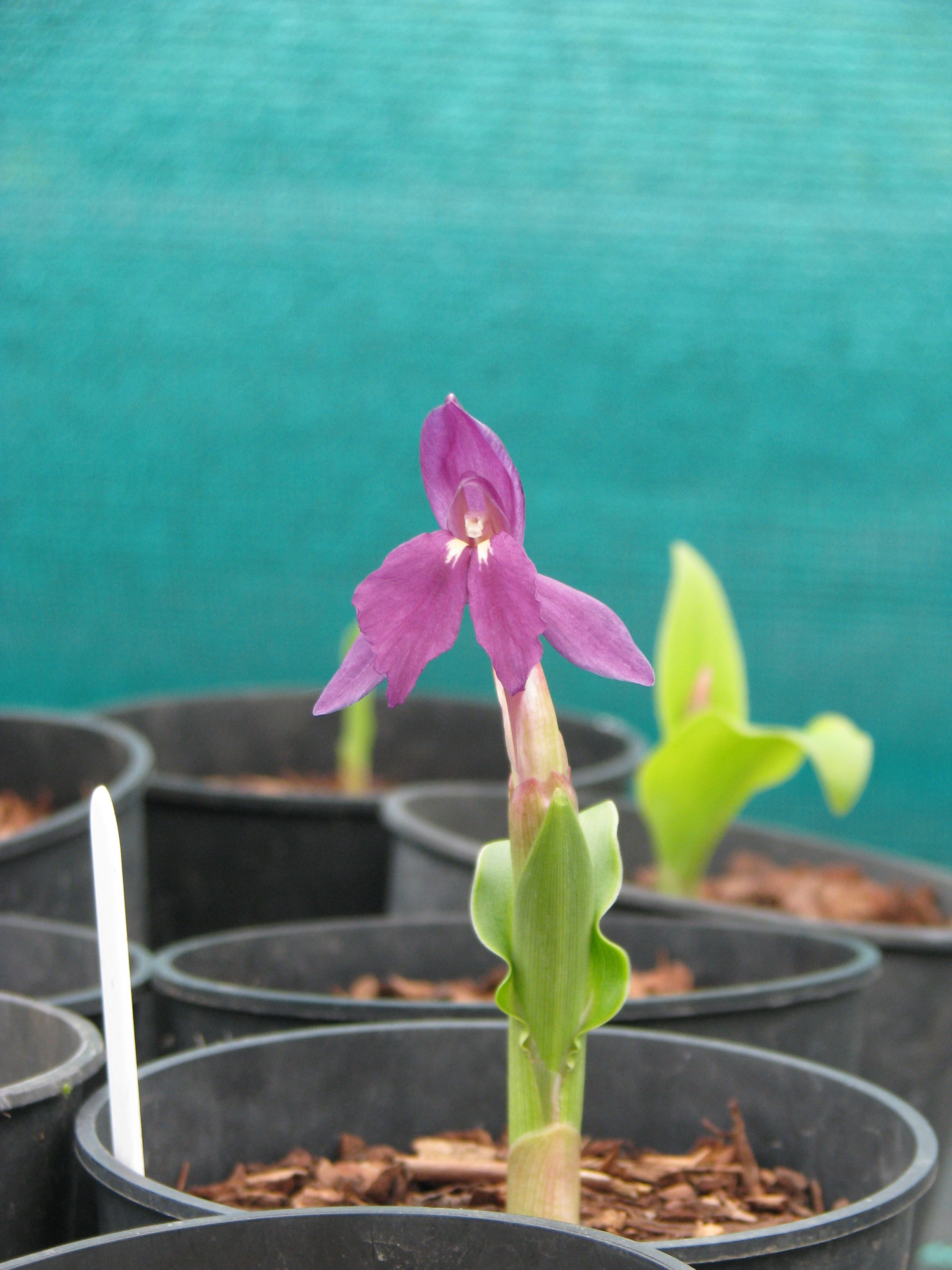
Zázvorek nízký
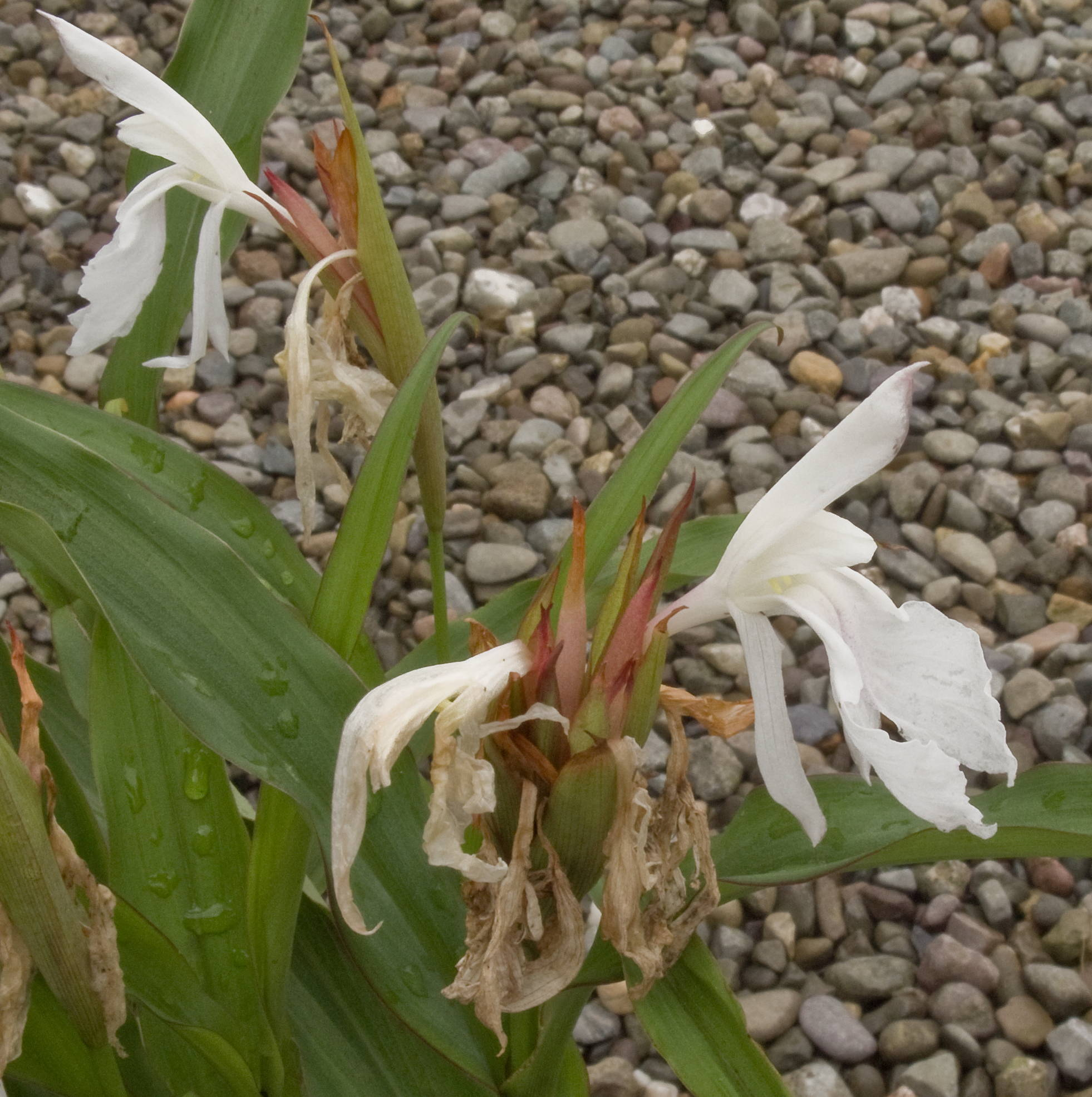
Zahradní kříženec Roscoea × beesiana